# SV Notch
El Sport Vereniging Notch es un equipo de fútbol de Surinam que juega en la SVB-Hoofdklasse, la liga de fútbol más importante del país.

## Historia
Fue fundado el 11 de febrero del año 2003 en la ciudad de Moengo y lograron el ascenso a la máxima categoría por primera vez en la temporada 2010/11 luego de ganar la SVB Eerste Klasse. En la temporada 2012/13 tuvieron su mejor temporada en la máxima categoría tras quedar subcampeón, solo por detrás de sus rivales de ciudad, el Inter Moengotapoe.
A nivel internacional han clasificado a un torneo continental, el Campeonato de Clubes de la CFU 2014, en el cual tuvieron que abandonar el torneo en la primera ronda.

## Palmarés
- Copa de Surinam: 1

2010/11
- SVB Eerste Klasse: 1

2010/11

## Participación en competiciones de la Concacaf
- Campeonato de Clubes de la CFU: 1 aparición

2014 - abandonó en la Primera ronda

## Jugadores destacados
- Orveo Anautan
- Milton Pinas
- Galgyto Talea